# 玉山瘤節蜱
玉山瘤節蜱（学名：Aceria yushania）为節蜱科瘤節蜱屬下的一个种。